# بوصوفة براهم
براهم بوصوفة (ولد 1820م – تاريخ الوفاة غير معروف)، هو شيخ وقاضي عرش أولاد أمحمد من مواليد سنة 1820 في أولاد أمحمد بمنطقة العوانة، ويُعد من أبرز قادة المقاومة الشعبية الجزائرية سنة 1871 تحت قيادة الشيخ الحداد.
ينتمي بوصوفة إلى عائلة عريقة توارثت الفروسية والفقه أبًا عن جد، وكان يجيد استعمال الأسلحة المتاحة في ذلك الوقت، مما جعله يحظى بمكانة متميزة بين أعراش جيجل والمنطقة المحيطة.
في سنة 1865، اندلعت انتفاضات شعبية في محيط ولاية جيجل ضد الاستعمار الفرنسي في الجزائر، وكان الشيخ بوصوفة من أوائل من شاركوا في قيادتها. إلا أن أبرز تحركاته كانت في ثورة المقراني وثورة الحداد سنة 1871، والتي تُعدّ أكبر مقاومة شعبية بعد ثورة نوفمبر الكبرى.
قام الشيخ الحداد بتعيين الشيخ بوصوفة قائدًا على المقاومة في الجهة الغربية من ولاية جيجل، وكان إلى جانبه كل من رابح بن جبار من بني سكفال وأحمد بن علي من بني خزر. وقد استطاع بوصوفة تجنيد المئات من المقاومين وقاد عدة هجمات، من أبرزها:
- اقتحام وتدمير منجم العوانة المعروف بـ Cavallo، بتاريخ 30 مايو 1871.
- حصار مدينة جيجل الذي بدأ يوم 7 مايو وامتد حتى 12 مايو 1871، بمشاركة مولاي الشقفة وقادة آخرين.
كان الهجوم على جيجل عنيفًا، ما دفع القوات الفرنسية لطلب التعزيزات، ولم يتم فك الحصار إلا بعد تدخل البحرية الفرنسية. مع وصول التعزيزات، استعادت القوات الفرنسية السيطرة واعتقلت العديد من القادة في الجهة الشرقية، ثم توجهت غربًا بحثًا عن باقي المقاومين.
واصل الشيخ بوصوفة القتال ورفض الاستسلام، إلى أن تم القبض عليه برفقة رفاقه رابح بن جبار وأحمد بن علي. وفي 10 سبتمبر 1871، أُعدم الثلاثة رميًا بالرصاص بأمر من الجنرال دي لاكروا (DE LACROIX).
عنونت العديد من الصحف الفرنسية تقارير حول إعدام بوصوفة، مثل:  
- Le Monde
- Le Temps
- Le National
- La Presse
- Le Constitutionnel

عقب قمع الثورة، فرضت السلطات الاستعمارية عقوبات قاسية على المشاركين، شملت النفي، ومصادرة الممتلكات، وتجريد القادة من أراضيهم. صادرت الإدارة الفرنسية جميع ممتلكات الشيخ بوصوفة، كما ورد في الجريدة الرسمية آنذاك.
---
هل ترغب أن أضيف قسمًا مثل "انظر أيضًا" أو "وصلات خارجية" في نهاية المقالة؟